# Рейес, Диего
Диего Антонио Рейес Сандовал (исп. Diego Antonio Reyes Sandoval; родился 11 января 1990, Токоа, Гондурас) — гондурасский футболист, нападающий клуба «Реал Сосьедад» и сборной Гондураса.

## Клубная карьера
Рейес — воспитанник клуба «Реал Сосьедад» из своего родного города. 20 января 2013 года в матче против «Мотагуа» он дебютировал в чемпионате Гондураса. 27 января в поединке против «Виды» Диего сделал «дубль», забив свои первые голы за «Реал Сосьедад». В начале 2014 года Рейес перешёл в «Марафон». 12 января 2014 года в матче против «Паррильяс Уан» он дебютировал за новую команду. В этом же поединке Диего забил свой первый гол за «Марафон».
В начале 2017 года Рейес присоединился к греческой «Ларисе». 11 февраля в матче против «Олимпиакоса» он дебютировал в греческой Суперлиге.
Летом того же года из-за отсутствия игровой практики Диего вернулся на родину в «Реал Сосьедад».

## Международная карьера
2 июня 2013 года в товарищеском матче против сборной Израиля Рейес дебютировал за национальную команду. В том же году в составе национальной команды Диего завоевал бронзу Золотого кубка КОНКАКАФ. На турнире он сыграл в матче против сборной США.
В 2014 году Рейес принял участие в Центральноамериканском кубке. На турнире он сыграл в матчах против команд Белиза, Гватемалы и Никарагуа.
3 ноября 2016 года в поединке против команды Белиза Диего сделал «дубль», забив свои первые голы за национальную команду. В 2017 году Рейес помог сборной выиграть Центральноамериканский кубок. На турнире он сыграл в матчах против сборных Никарагуа, Коста-Рики и Белиза.

### Голы за сборную Гондураса
| #   | Дата          | Место                                            | Противник | Результат | Счёт | Соревнование      |
| --- | ------------- | ------------------------------------------------ | --------- | --------- | ---- | ----------------- |
| 01. | 3 ноября 2016 | Олимпико Метрополитано, Сан-Педро-Сула, Гондурас | Белиз     | 1:0       | 5:0  | Товарищеский матч |
| 02. | 3 ноября 2016 | Олимпико Метрополитано, Сан-Педро-Сула, Гондурас | Белиз     | 4:0       | 5:0  | Товарищеский матч |

## Достижения
Международные
 Гондурас
- Центральноамериканский кубок — 2017
- Золотой кубок КОНКАКАФ — 2013